# 第二次戦後派作家
第二次戦後派作家（だいにじせんごはさっか）は1948年、1949年に文壇に登場した新人作家を便宜上、一つの世代として括る総称。

## 概要
この世代の特徴は、戦前の私小説・心境小説的方法論を捨て、二十世紀小説の手法論を積極的に取入れることによって多くの優れた長編小説が生まれた点にある。日本の近現代文学のなかでは特に海外からの評価が高く（三島由紀夫や安部公房などはノーベル賞候補に挙げられた）、本格的な西欧型長編小説の骨法がはじめて日本に根付いた時期と位置づけることができる。
一方第一戦後派以来の、社会的問題に積極的に参加する文学者という発想はこの時期にも受けつがられ、戦前の隠者的、無頼派的な小説家像は一変したといっていい。西欧の文学理論、哲学、政治問題に詳しく、社会に対して積極的に発言し、一国の文明を指導する役割を担うという意味で、ジッド的な文学者像が理想とされたのである。

## 主な作家
- 大岡昇平（1909年生まれ）
- 三島由紀夫（1925年生まれ）
- 安部公房（1924年生まれ）
- 島尾敏雄（1917年生まれ）
- 堀田善衛（1918年生まれ）
- 井上光晴（1926年生まれ）
- 長谷川四郎（1909年生まれ）